# Paladino Tênis Clube
O Paladino Tênis Clube é uma entidade de Gravataí com mais de 800 sócios e uma estrutura esportiva qualificada. O clube tem participação destacada no desenvolvimento social e esportivo do município, através de atividades e trabalhos sociais que o clube desenvolve e das suas escolas esportivas. Atualmente é presidido por Cláudio Luiz Soares da Fonseca.
A sua sede fica localizada na rua João Maria da Fonseca, 1000 no bairro Passo das Pedras.
As cores oficiais do clube são o azul e o branco.

## História
O clube foi fundado por um grupo de amigos no dia 20 de abril de 1927 com a denominação de Esporte Clube Paladino, tendo como seu primeiro presidente Ferdinando Costa. O propósito deste grupo era criar uma sociedade para agregar a comunidade gravataiense. 
Em 1958, os três clubes tradicionais de Gravataí na época - o Paladino, o Cerâmica e o Alvi-Rubro - fundaram a Liga Gravataiense de Futebol visando organizar a competição amadora de futebol de campo realizada no município. 
Em 1970, o clube encerrou suas atividades futebolísticas e passou a ser chamado de Paladino Tênis Clube. 
Ao longo de sua existência, o Paladino conseguiu formar um patrimônio na área central da cidade que incluía piscinas, quadras de tênis, campo de futebol sete, quadra de futsal, além de um completo complexo de lazer para seus associados. Mas em 2007, o clube iniciou o processo de construção de uma nova sede, mais moderna.

## Modalidades Esportivas
O Paladino T.C. possui diversas modalidades de esportes e escolhinhas esportivas dentro de seu quadro esportivo.

### Futebol
O E.C. Paladino integrou a divisão de amadores do Rio Grande do Sul e disputou algumas edições do Campeonato Municipal contra o Alvi-Rubro e o Cerâmica. Dentre os feitos notáveis no futebol de campo nessa época, o clube foi vice-campeão do Campeonato Gaúcho Amador-Série Branca de 1963 perdendo na final para o 15 de Novembro de Campo Bom.
- Campeonato Citadino de Gravataí: 3 vezes — 1958, 1963, 1964.

### Futebol de Salão
No futebol de salão, a parceria com o Corintians de Alvorada, permite participar das competições da Federação Gaúcha de Futebol de Salão. O investimento possibilita que crianças (a partir de 6 anos), adolescentes e adultos, façam parte de todas as categorias esportivas, do lúdico até a competição. 

### Vôlei
O Paladino é registrado junto à Federação Gaúcha de Volley-Ball (FGV), com a participação das equipes da escolinha de vôlei nas competições estaduais. 

### Projeto Jovens Talentos do Esporte
Através de convênio com a Prefeitura de Gravataí, o Azul e Branco mantém o Projeto Jovens Talentos do Esporte. Com estes recursos, oferece estrutura física e técnica para formação de atletas em quatro modalidades: vôlei, natação, caratê, Kung Fu (Wushu) e Taekwondo. 

## Nova Sede
Em junho de 2007, a área central do clube na avenida Dorival Cândido Luz de Oliveira foi locada ao Hipermercado Carrefour e a nova sede foi construída na rua João Maria da Fonseca, próximo à primeira sede. O presidente do Clube na época, Vitor Carlos Rahde, declarou: "Na mudança de sede, encontramos muitas lembranças e documentos históricos. Deus quis que esta tarefa de transição caísse nas mãos dessa diretoria. Fomos procurados por empresários interessados em comprar o clube, mas felizmente tomamos a decisão de locar ao invés de vender. Negociamos com empresários experientes, mas eles encontraram aqui negociadores muito duros. Tudo que o Carrefour construir ali será patrimônio do clube que passou de um patrimônio de R$ 8 milhões para R$ 50 milhões. Já recebemos a autorização da Prefeitura para início das obras de terraplanagem. Esse patrimônio foi construído pelas famílias que fizeram a sociedade. Teremos um clube moderno, mas isso será fruto de muito trabalho de todos os sócios, sempre aprendendo com a herança de nossos fundadores. O Paladino permanece com a missão de agregar as famílias". 
Essa nova sede consiste em 20 mil metros quadrados construídos, em uma área total de aproximadamente três hectares. Ela foi inaugurada em 2009 e contempla um moderno Ginásio de Esportes construído dentro das medidas oficiais exigidas pelas Confederações Esportivas Brasileiras, três quadras de tênis em saibro com iluminação (uma delas coberta), parque aquático (com piscina aberta para crianças e adultos e piscina com hidro na área externa, e piscina térmica para natação e outra para hidroginástica na área coberta), academia e local para futura instalação de sauna seca e a vapor. Possui ainda sala para a prática de artes marciais, mesas de futebol de botão, quadra de futebol sete, espaço de Boliche (seis pistas em ambiente climatizado com bar e mesas de jogos) e dois salões de festas com capacidade para 120 e 140 pessoas. 

## Curiosidades
- O Esporte Clube Paladino serviu como referência para a fundação do Paladino Futebol Clube, através do gravataiense Waldemar Simeão que foi residir em Santa Rosa.

## Ligações Externas
- «Vista superior da nova sede no Google Maps»